# Краковский съезд

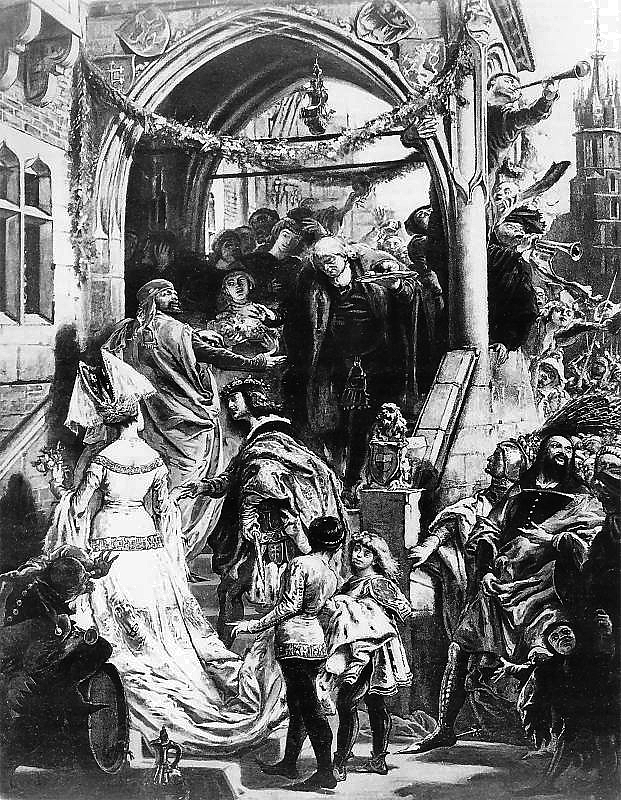
Праздник у Вержинека

Краковский съезд (Краковский конгресс) (пол. Zjazd krakowski) ― встреча европейских монархов, организованная по инициативе польского короля Казимира III Великого и прошедшая в Кракове с 22 по 27 сентября 1364 года. Поводом для созыва собрания, скорее всего, был предложенный крестовый поход против турок, но главным образом на съезде обсуждались вопросы европейской дипломатии, связанные с поддержанием мирных отношений и баланса сил в Центральной Европе, а также согласование общего ответа на турецкую угрозу в рамках проекта союза центральноевропейских государств.
Участниками съезда и гостями польского короля были Карл IV, император Священной Римской империи, король Венгрии Людовик I, датский король Вальдемар IV Аттердаг, король Кипра Пётр I, мазовецкий князь Земовит III, свиднцикий князь Болько II, опольский князь Владислав Опольчик, герцог Австрии Рудольф IV,  князь Поморско-Вольгастский Богуслав V Великий, герцог Померании Казимир IV, герцог Верхней Баварии Отто V и курфюрст Бранденбурга Людвиг VI Римлянин.
Конгресс, который проходил в живописных окрестностях, имел своей целью показать власть, богатство и могущество польского короля. Весть о нём разнеслась по всей Европе. Банкет, организованный городским советом, был проведён в доме краковского купца Николая Вержинека. Поводом для праздника, который, по словам хрониста Яна Длугоша, длился 21 день, стала недавняя свадьба императора Карла IV с Елизаветой Померанской, внучкой Казимира.
Ряд доступных средневековых источников не всегда сходятся на одной и той же дате. Возможно, на самом деле имело место два отдельных съезда: один в 1363 году, который был связан с браком, и еще один в 1364 году, когда прошло политического собрание монархов. В 1364 году среди обсуждаемых вопросов были наследование польского престола Анжуйским домом, ратификация мирного договора между Людовиком I и Карлом IV, где посредниками выступали Казимир III и Болько II. Важным историческим источником является стихотворение Гийома де Машо , который описал банкет в доме Вержинека.